# Allan Runciman Brown
Allan Runciman Brown, avstralski častnik, vojaški pilot in letalski as, * 24. april 1895, † 1964. 	
Stotnik Brown je v svoji vojaški karieri dosegel 5 zračnih zmag.

## Odlikovanja
- Distinguished Flying Cross (DFC)